# منتخب بونير لكرة القدم
منتخب بونير لكرة القدم هو ممثل بونير الرسمي في المنافسات الدولية في كرة القدم في فئة كرة القدم للرجال .

## تشكيلة المنتخب
جون مفايز  رقم 27 حارس مرمى
ايكو بدايز رقم 10 دفاع 
روبرت ديفاز رقم 8 دفاع 
ادوارد ديبار رقم 3 دفاع 
كولادو دياز رقم 6 ظهير ايسر 
جوار مفتيري رقم 99 ظهير ايمن 
وان كواتن رقم 54 جناح 
زيق وتباي رقم 67 وسط 
كوز زوط منتنور رقم 91 مهاجم 